# BMW Xa
Il BMW Xa era un motore aeronautico radiale a 5 cilindri raffreddato ad aria sviluppato dall'azienda aeronautica tedesca BMW-Flugmotorenbau GmbH e destinato ad equipaggiare velivoli leggeri da turismo e da addestramento.
Prodotto a partire dal 1931, lo Xa, che derivava direttamente dal BMW X dal quale si differenziava per la maggior cubatura, pur vantando le buone caratteristiche ereditate dal predecessore venne prodotto in un numero limitato di unità.

## Velivoli utilizzatori
Germania
- Klemm L 25